# Kalocora aurea
Kalocora aurea é uma espécie de libelinha da família Protoneuridae.
É endémica de Colômbia. 
Os seus habitats naturais são: rios.
Está ameaçada por perda de habitat.